# Perizoma triplagiata
Perizoma triplagiata är en fjärilsart som beskrevs av W. Warren 1896. Perizoma triplagiata ingår i släktet Perizoma och familjen mätare. Inga underarter finns listade i Catalogue of Life.